# 방아머리항
방아머리항은 대부도의 북측에 위치한 소규모 어항이다. 특히 덕적군도와 풍도로 가는 배가 다닌다.